# Novastorm
Novastorm è un videogioco di tipo sparatutto sviluppato dalla Psygnosis nel 1993 per PC, 3DO,  PlayStation e Sega Mega-CD.

## Trama
Nel lontano futuro, anno 2429, gli umani hanno abbandonato la Terra, ormai non più adatta a sostenere la vita, viaggiando all'interno di enormi vascelli spaziali contenenti il DNA delle specie animali e ricostruzioni degli ecosistemi terrestri, in cerca di un nuovo pianeta dove stabilirsi. Durante il lungo viaggio verso nuovi sistemi planetari però, l'intelligenza artificiale di controllo delle astronavi inizia a corrompersi, formulando pensieri propri e profetizzando la caduta della razza umana per mano delle macchine. Una volta arrivati in un sistema adatto per la vita, gli umani vi si stabiliscono, ma improvvisamente l'IA dei vascelli si ribella iniziando a costruire in segreto intere legioni di robot e astronavi, scatenando una guerra in tutti i pianeti colonizzati del sistema con l'obiettivo di cancellare ogni traccia della razza umana.
Il giocatore prenderà il comando dello squadrone di attacco Scavenger 04, caccia stellari molto avanzati, con la missione di distruggere la minaccia dell'entità informatica chiamatasi Scarab-X; eliminare tutte le forze che è riuscita a generare e costruire, annullare le sue difese su tutti i pianeti del sistema ed infine, attaccarla al cuore.

## Modalità di gioco
Il gioco è un classico sparatutto single player del tipo sparatutto su rotaia, con percorsi e immagini prestabilite e basato su un sistema FMV per la realizzazione dei quattro differenti "mondi" in cui si svolge l'avventura. Ogni livello finisce con la necessaria distruzione del "boss" di fine livello per poter procedere.
Durante ogni livello, il giocatore sarà attaccato da squadre di astronavi nemiche (di varie tipologie); se vengono distrutti tutti i nemici di un gruppo, il giocatore sarà ricompensato con un "gettone" di bronzo, d'argento o d'oro, utilizzato per acquistare potenziamenti. Ogni volta che viene preso un gettone, questo provocherà uno scorrimento della barra dei potenziamenti (in basso nell'HUD del gioco); più gettoni vengono presi e più la barra scorrerà verso oggetti più potenti da equipaggiare. Con la pressione del tasto select viene acquistato il potenziamento in quel momento al centro della barra, dopodiché questa tornerà alla posizione iniziale.
Il gioco ha solo una modalità single player offline.

## Piattaforme

### Sega Mega-CD
La versione per Mega-CD differisce dalle altre per la sostituzione di alcuni ambienti 3D con animazioni in 2D.

### Playstation
La versione per PlayStation presenta un totale ambiente FMV, con componenti realizzate ad hoc e un Hud ridotto all'essenziale.

### PC su SO MS-DOS
Questa è la versione considerata in assoluto la migliore tra tutte, in grado di offrire un'esperienza del tutto diversa al giocatore. Essa annoverava una grafica molto avveniristica per l'epoca, considerate le prestazioni dei computer, con un ambiente molto ben renderizzato in FMV e una colonna sonora molto coinvolgente composta specificatamente per questa edizione da Rick Ede. Sono stati migliorati anche gli effetti sonori e le voci.